# Faschtschiwka (Perewalsk)
Faschtschiwka (ukrainisch Фащівка; russisch Фащевка/Faschtschewka) ist eine Siedlung städtischen Typs im Osten der Ukraine mit etwa 4800 Einwohnern.

## Geographie
Der Ort ist in der Oblast Luhansk liegt nahe der Oblastgrenze zur Oblast Donezk, etwa 24 Kilometer südwestlich der Rajonshauptstadt Perewalsk und 60 Kilometer westlich der Oblasthauptstadt Luhansk gelegen. Durch den Ort führt die Bahnstrecke Otscheretyne–Swerewo mit einem Bahnhof sowie die ukrainische Fernstraße M 03.

## Geschichte
Der Ort entstand als Bahnhofssiedlung in der 2. Hälfte des 19. Jahrhunderts und wurde 1958 zu einer Siedlung städtischen Typs erhoben.
Seit Februar 2015 ist der Ort im Verlauf des Ukrainekrieges durch Separatisten der Volksrepublik Lugansk besetzt, es kam aber bereits 2014 zu Kampfhandlungen im Ort.